# NGC 4127
NGC 4127 ist eine Spiralgalaxie vom Hubble-Typ Sc im Sternbild Giraffe am Nordsternhimmel. Sie ist schätzungsweise 88 Millionen Lichtjahre von der Milchstraße entfernt und hat einen Durchmesser von etwa 65.000 Lichtjahren. Sie ist Mitglied der elf Galaxien zählenden NGC 4589-Gruppe (LGG 284). 

Im selben Himmelsareal befinden sich die Galaxien NGC 3901, NGC 4159 und NGC 4331.
Das Objekt wurde am 12. Dezember 1797 von Wilhelm Herschel entdeckt.